# Iglesia de Santa María de la Asunción (Castro-Urdiales)
La iglesia de Santa María de la Asunción de la localidad y municipio de Castro-Urdiales (España),, es un templo católico de estilo gótico construido entre el siglo XIII y el XV que está situado frente al mar Cantábrico, junto al castillo-faro y junto al puerto pesquero de la ciudad.
En 2015, en la aprobación por la Unesco de la ampliación del Camino de Santiago en España a «Caminos de Santiago de Compostela: Camino francés y Caminos del Norte de España», fue incluido como uno de los bienes individuales (n.º ref. 669bis-011) del Camino del Norte.

## Historia

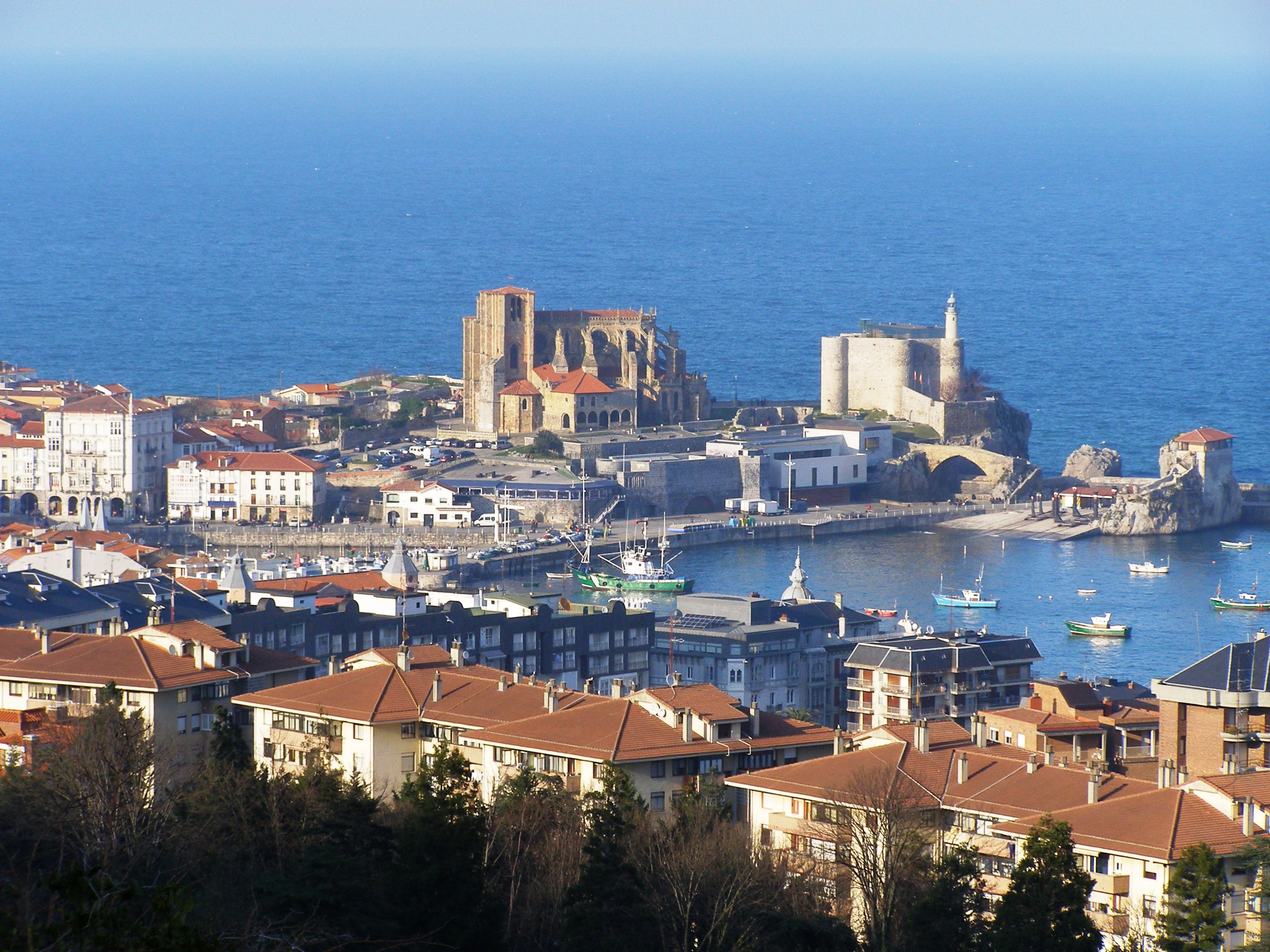
Vista de la iglesia de Santa María de la Asunción en el centro de Castro-Urdiales

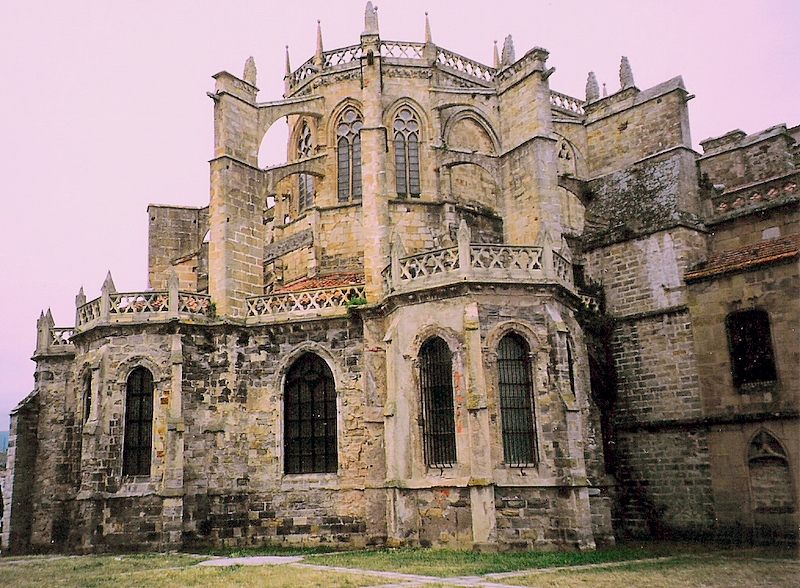
Ábside de la iglesia

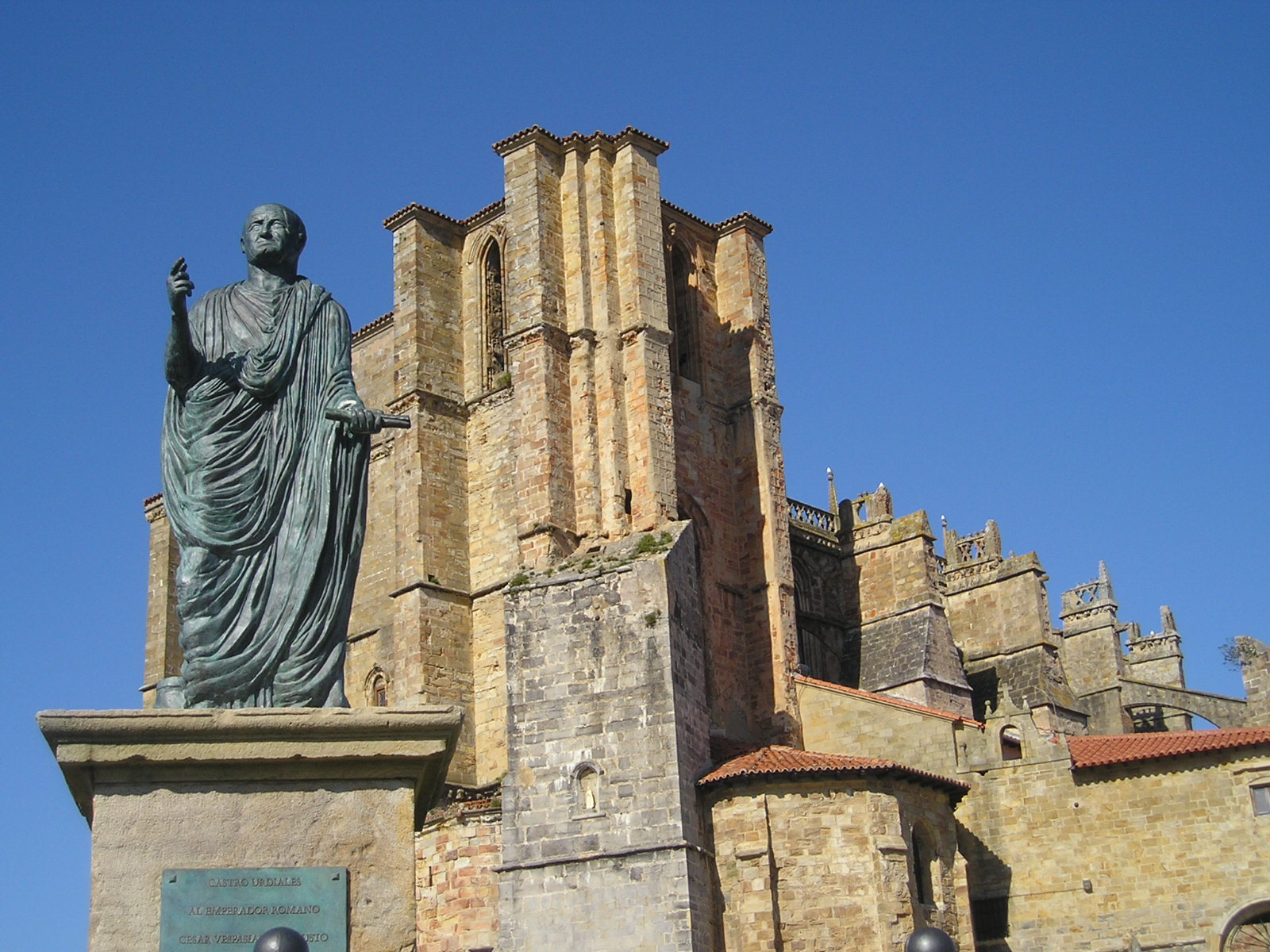
La iglesia vista desde otro punto

Esta está construida a principio del siglo XIII, bajo la protección del rey Alfonso VIII de Castilla sus trabajos se prolongaron hasta el siglo XV. Corresponde a un periodo de gran prosperidad económica como puerto de Castilla para el comercio con Francia, Inglaterra y Países Bajos, especialmente desde 1296 en que Castro-Urdiales ostenta la dirección de puertos cantábricos.
Actualmente, está considerada como BIC (Bien de Interés Cultural, publicado en el BOE a fecha de 7 de agosto de 2002) (fue declarada Monumento histórico-artístico perteneciente al Tesoro Artístico Nacional mediante decreto de 3 de junio de 1931).

## Descripción

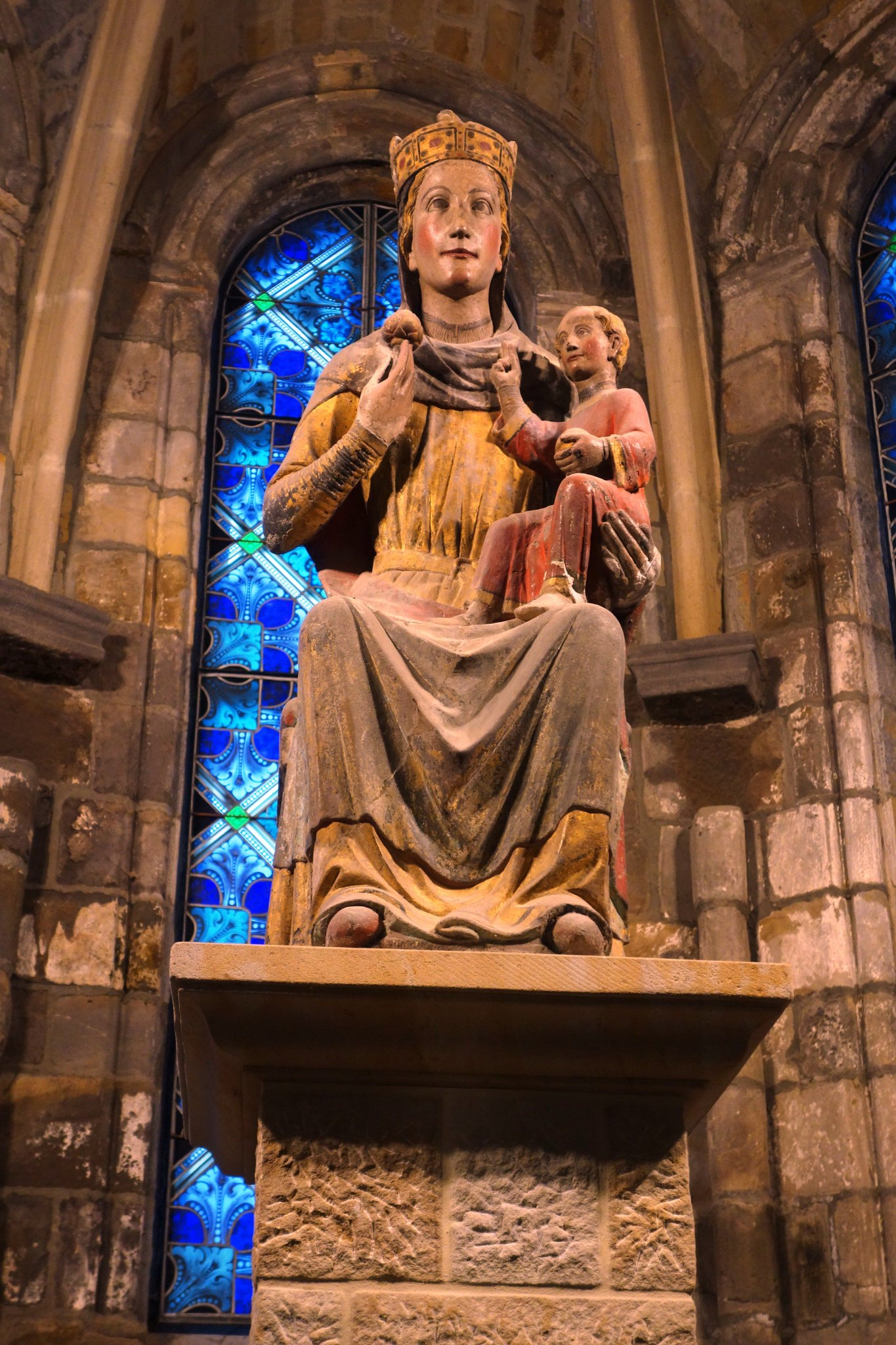
Virgen Blanca

Es un templo de estilo gótico, presentando las características propias de este estilo: amplias naves, elevadas bóvedas, arbotantes y contrafuertes que soportan el peso del edificio.
La planta es basilical de tres naves con transepto no sobresaliente en planta. La cabecera presenta un tramo recto y otro hemidecagonal. Corresponde al interior con la girola de cinco tramos trapezoidales a los que se abren tres capilla poligonales separadas por espacios rectos. En el siglo XVI se intercaló en uno de los espacios una capilla de planta cuadrada.
En 1566 las capillas eran conocidas como la de Santo Tomás Apóstol, también conocida como la de los Amoroses, la del Crucifijo, la de Nuestra Señora la Blanca y la de Santa María.
A los muros de la iglesia se adosaron una capilla de planta octogonal dedicada a Santa Catalina y una vivienda, otra capilla, la de San José, ya del siglo XIX y la puerta de los Hombres. Las bóvedas de crucería son cuatro plementos en las naves laterales y ocho en la central. Tiene triforio con tracería con columnillas torsas.
La fachada occidental está separada en dos cuerpos por una cornisa con decoración escultórica. Si atendemos a sus torres mochales y robustas con marcados contrafuertes y por la escasa decoración de su fachada occidental nos recuerda al gótico francés con reminiscencias normandas que dominó en las primeras construcciones del siglo XIII.
En su interior se encuentran algunas obras interesantes como la escultura gótica de la Virgen Blanca.Imagen Gótica de influencia francesa del siglo XIII descubierta en
febrero de 1955, después de largos siglos emparedada en un paramento de
la iglesia de Santa María de la Asunción de Castro Urdiales (Cantabria).
De piedra policromada, de 1,70 cm de altura, sedente en sitial, con
túnica sujeta con ceñidor y el Niño sentado sobre su brazo izquierdo. El
descubrimiento se produjo de forma accidental mientras un grupo de niños
jugaba al balón en el exterior de la iglesia. Un fuerte balonazo que
impactó en la pared dejó al descubierto parte de la imagen de la Virgen,
oculta en un hueco en el interior del muro. Uno de los niños, José
Antonio Murga Gurrea, alertó al párroco, don Alfredo Lavín, de este
hallazgo, con lo que se comenzaron las labores de recuperación de la
talla. En un principio, don Alfredo colocó la talla de Virgen Blanca
al culto en el altar mayor, aunque su ubicación definitiva se situó en
una de las capillas de los ábsides de dicho templo.

## Mal de la piedra
Esta iglesia se considera que está enferma, al padecer el mal de la piedra, nombre que se le da a una serie de patologías por las cuales se producen unas reacciones químicas que transforman la piedra en arena.

## Culto
La iglesia de Santa María de la Asunción es un templo religioso de culto católico bajo la advocación de Santa María de la Asunción.
Pertenece a la parroquia de Castro-Urdiales, del obispado de Santander.